# Уиннебейго (индейская резервация)
Уиннебейго (англ. Winnebago Reservation) — индейская резервация сиуязычного народа виннебаго, расположенная на северо-востоке штата Небраска и в западно-центральной части Айовы, США. Является одной из двух резерваций виннебаго, вторая — Хо-Чанк.

## История
После подавления восстания санти-сиу в Миннесоте, часть мдевакантонов правительство США депортировало к берегам Миссури в район реки Кроу-Крик. Позднее такая же участь постигла и народ виннебаго, хотя индейцы этого племени не участвовали в восстании. Условия жизни в резервации были очень плохими и после вынужденного переселения часть виннебаго вернулась на родные земли в Висконсине, а некоторые бежали в Небраску, несмотря на неоднократные попытки армии США помешать этому.
Бежавшим в Небраску виннебаго, правительство США согласилось создать резервацию на новом месте и купило землю у народа омаха. 21 февраля 1863 года Конгресс США учредил резервацию Уиннебейго, которая была подтверждена договором от 8 марта 1865 года и актом от 22 июня 1874 года. 

## География
Резервация расположена на территории Великих равнин на Среднем Западе США, вдоль реки Миссури, на северо-востоке Небраски и в западно-центральной части Айовы, на юге граничит с резервацией Омаха. Большая часть Уиннебейго находится в округе Тёрстон, остальные участки — в округах Диксон, Бёрт и Вудбери.
Общая площадь резервации, включая трастовые земли (0,465 км²), составляет 460,605 км², из них 457,72 км² приходится на сушу и 2,885 км² — на воду. Самому племени виннебаго принадлежит 111,8 км² территории резервации. Административным центром резервации является деревня Уиннебейго (на языке виннебаго — Nįšoc).

## Демография
По данным федеральной переписи населения 2000 года, население резервации составляло 2 588 человек.
Согласно федеральной переписи населения 2020 года в резервации проживало 2 737 человек, насчитывалось 878 домашних хозяйства и 921 жилой дом. Средний доход на одно домашнее хозяйство в индейской резервации составлял 56 667 долларов США. Около 22,2 % всего населения находились за чертой бедности, в том числе 27,1 % тех, кому ещё не исполнилось 18 лет, и 13,3 % старше 65 лет.
Расовый состав распределился следующим образом: белые — 737 чел., афроамериканцы — 18 чел., коренные американцы (индейцы США) — 1 836 чел., азиаты — 5 чел., океанийцы — 6 чел., представители других рас — 21 чел., представители двух или более рас — 114 человек; испаноязычные или латиноамериканцы любой расы составили 114 человек. Плотность населения составляла 5,94 чел./км².